# Música en los sellos postales

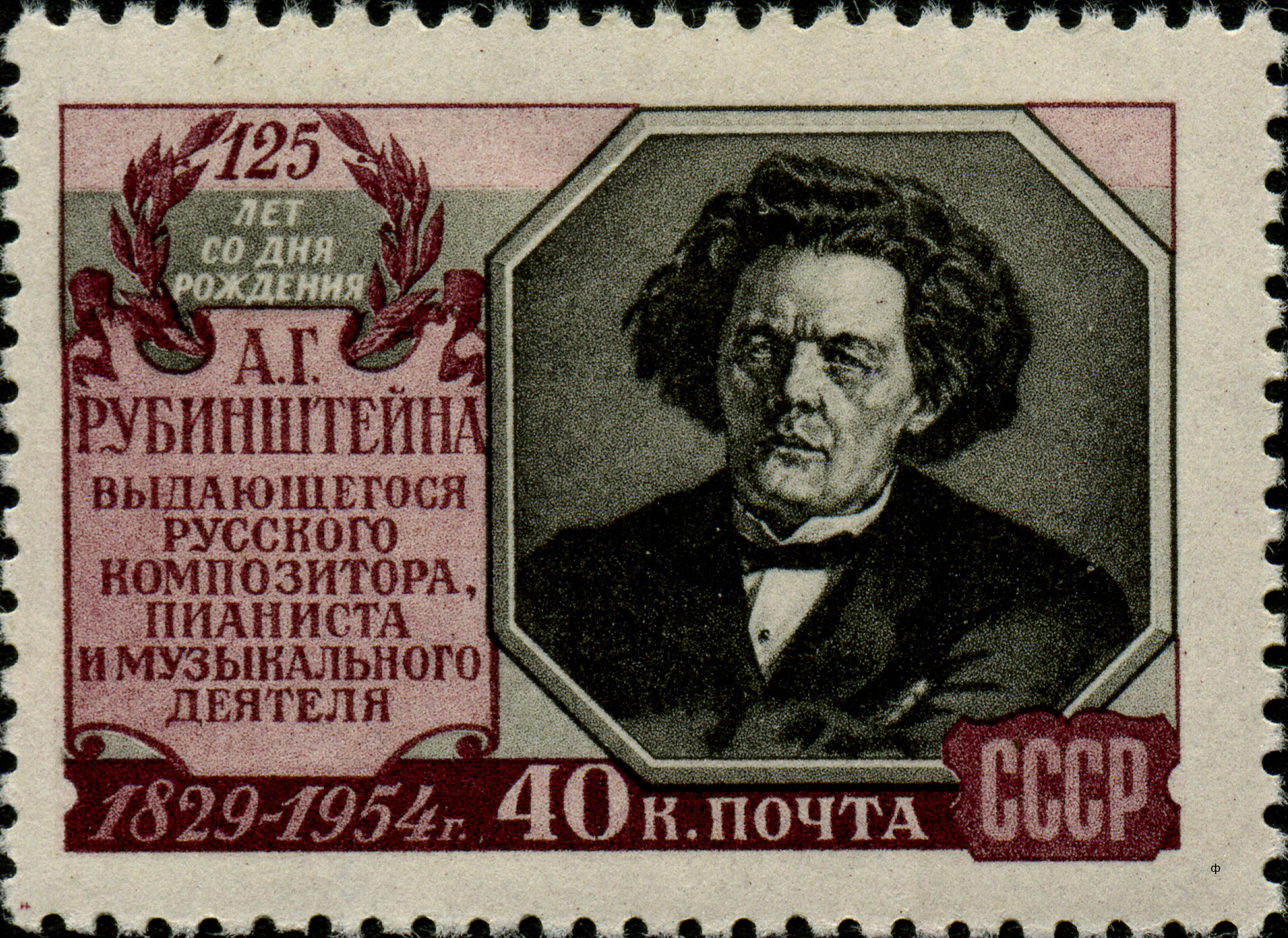
125º Aniversario de Rubinstein. Sello de la URSS diseñado por Vasili Zaviálov, 1954.

Música en los sellos postales es una temática en filatelia no sólo relacionada con los músicos, ejecutantes, instrumentos, academias y estudios de este arte.
Hay una sociedad internacional llamado Philatelic Music Circle (Círculo Filatélico de Música) que se organizó en el Reino Unido en 1969. Anualmente se concede el Premio Robert Stoltz (1980-1997) y Premio Yehudi Menuhin (2001-) al mejor sello postal relacionado con la música.

## Selección de Premio Robert Stoltz y Premio Yehudi Menuhin
Premio Robert Stoltz
- 1986: Pierrette Lambert para “Bach y Haendel”, Mónaco, noviembre de 1985, grabado por Eugène Lacaque.[1]
- 1988: Pierrette Lambert para el “Bicentenario de la creación de Don Giovanni ” de Mozart y el “150 aniversario del Gran Misa de difuntos” de Berlioz, Mónaco, 16 de noviembre de 1987, grabado por Pier Albuisson.[1]
- 1990: Friedl Weyss-Lampel para “Richard Strauss 1864-1949”, Austria, 1 de junio de 1989, grabado por Kurt Leitgeb.[2]
- 1997: Martin Bailey para el “50 aniversario de la New Zealand Symphony Orchestra”, Nueva Zelanda, 10 de julio de 1996.

Premio Yehudi Menuhin
- 2001: MVTM (Myriam Voz y Thierry Martin) del Servicio de Correos belga para el cuaderno de 6 sellos consagrados al 250º aniversario del nacimiento de Bach, cuaderno emitido el 8 de mayo de 2000.
- 2006: Adolf Tuma para los “50 años de la reapertura de Burgtheater y de Staatsoper” de Viena, hoja bloque de dos sellos, Austria, 25 de octubre de 2005.[3]
- 2007: MVTM (Myriam Voz y Thierry Martin) del Servicio de Correos belga para el cuaderno de sellos "Les Polyphonistes du Renaissance", el 23 de enero de 2006.

Selección de la temática musical en filatelia
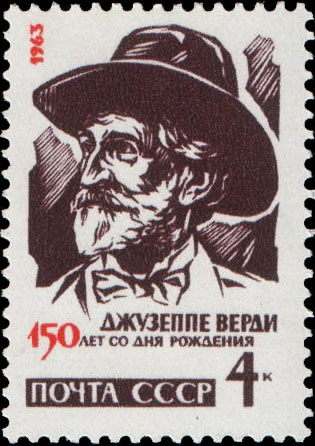
150° aniversario del nacimiento de Giuseppe Verdi. Diseñado por Anatoli Kaláshnikov, URSS, 1963
Carl Maria von Weber en un sello de la RFA, 1976
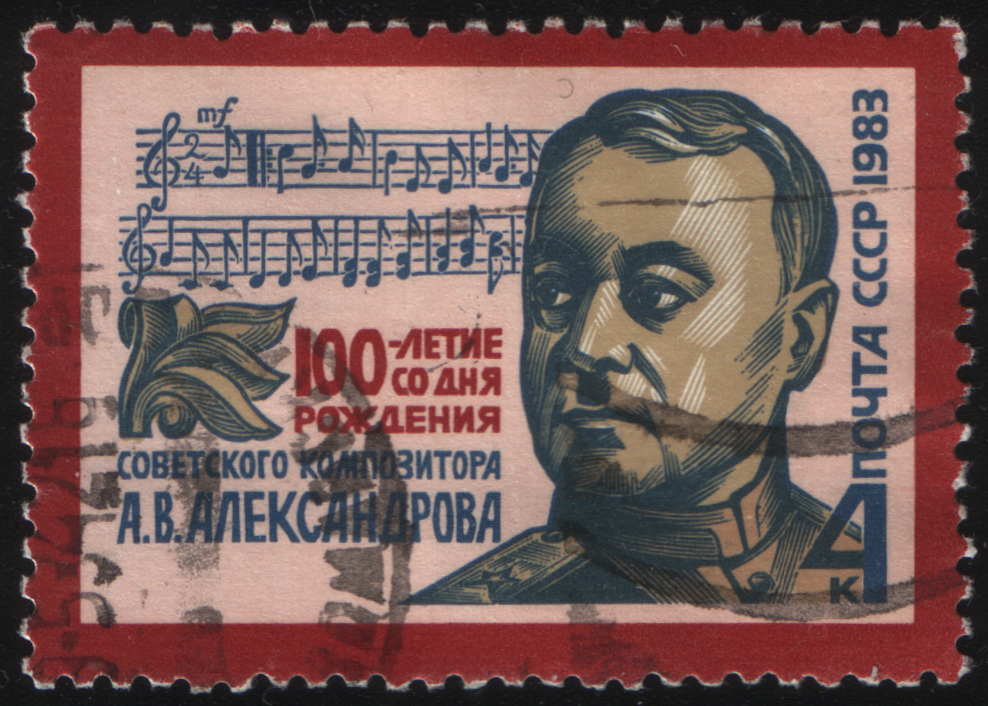
100° aniversario del nacimiento de A. Aleksándrov. Diseñado por Anatoli Kaláshnikov, URSS, 1983
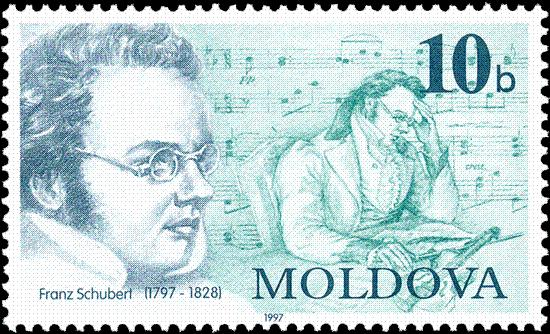
Franz Schubert en un sello de Moldavia, 1997
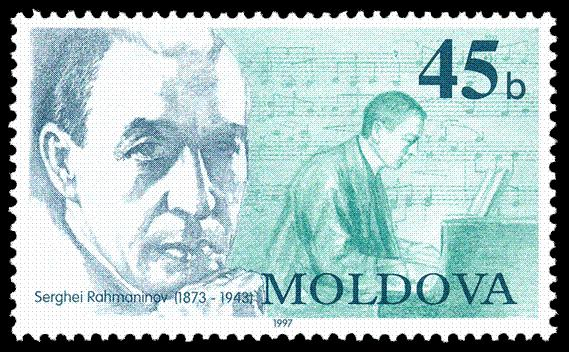
Serguéi Rajmáninov en un sello de Moldavia, 1997
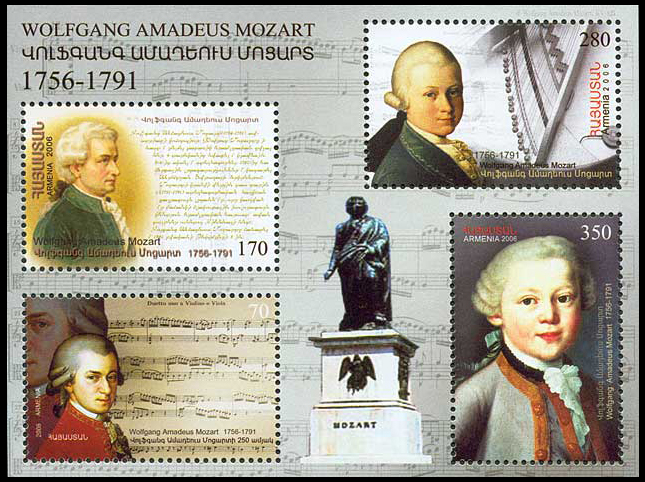
Mozart, hoja bloque armenio de 2007. El 3r Premio Yehudi Menuhin de 2008
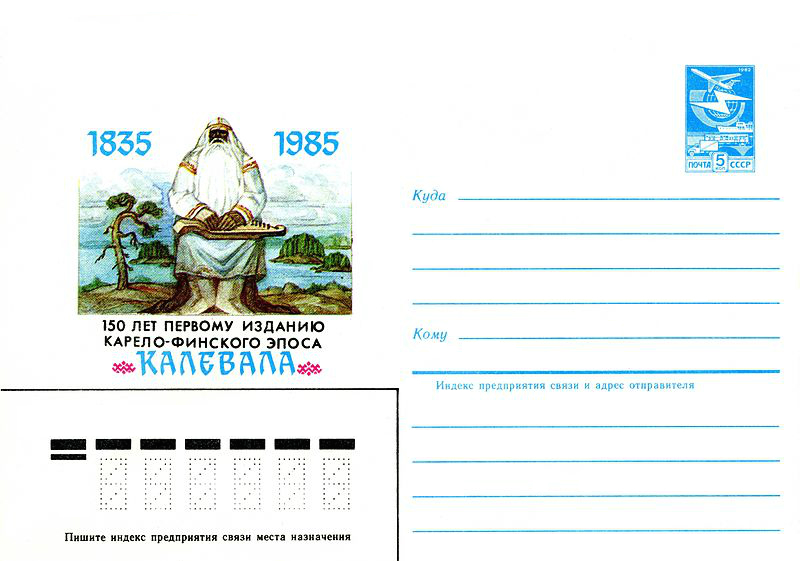
Ejecutante de kantele. 150 años de la primera edición de Kalevala. Sobre prefranqueado de URSS, 1984